# Daan Roovers
Daniëlle M.G. (Daan) Roovers (Veghel, 23 juni 1970) is een Nederlands filosofe, docent publieksfilosofie aan de Universiteit van Amsterdam en politica namens GroenLinks-PvdA. Van 2019 tot 2021 was ze Denker des Vaderlands. Sinds 1 juli 2021 is Roovers lid van de Raad voor het Openbaar Bestuur.

## Biografie
Na de middelbare school voltooide Roovers de studies geneeskunde en filosofie aan de Radboud Universiteit in Nijmegen. Tijdens haar studie was ze stagiaire bij Filosofie Magazine. In 2001 werd ze daarvan hoofdredacteur. Sinds 2013 doceert ze aan de Universiteit van Amsterdam en sinds 2020 als 'visiting lecturer' ook aan de Erasmus Universiteit Rotterdam. Ze is lid van de Raad van Toezicht van de Universiteit voor Humanistiek en zit in het bestuur van de internationale Spinozalens. Daarnaast is ze debatvoorzitter in het Amsterdamse centrum Rode Hoed en is ze betrokken bij de nascholing van huisartsen. Voor televisie werkte ze samen met Michael Sandel voor omroep HUMAN aan de programma's What's the Right Thing to Do? (2017) en Change Your Mind (2018) en is zij redactielid van het televisieprogramma Het Filosofisch Kwintet. Aan de Universiteit van Amsterdam bereidt Roovers haar wetenschappelijk proefschrift voor over publieke meningsvorming in de digitale publieke ruimte. Regelmatig schrijft ze essays en opiniestukken en ze is actief als spreker en trainer.
Van 29 maart 2019 tot 1 april 2021 was Roovers de Denker des Vaderlands. In haar tweejarig mandaat nam ze zich voor "zich vooral in te zetten voor 'publiek denken': dat is hardop, gezamenlijk en interactief denken".

## Werk
Roovers richt zich in haar activiteiten met name op de publieksfilosofie: het toegankelijk maken van filosofische inzichten voor een breed publiek. Filosofie biedt volgens haar de mogelijkheid om de wereld van nu, onze plaats daarin en ons persoonlijk leven beter te begrijpen en kritisch te bevragen. Vanuit haar positie als hoofdredacteur heeft ze vele nieuwe projecten (mede)ontwikkeld om de vertaling van de ideeën van academische filosofie naar het breed publiek mogelijk te maken. Zo was Roovers betrokken bij het opzetten van projecten als de 'Nacht van de Filosofie', 'Stand-up Philosophy' en de 'G8 van de Filosofie'. Deze doorvertaling vormt de basis van de publieksfilosofie, die in Nederland succesvol is.
Tijdens haar periode als Denker des Vaderlands hield Roovers zich bezig met thema’s als polarisatie, participatie en democratische vernieuwing. Ze zette zich actief in om de rol van burgers politiek beter te verankeren. Politiek is volgens Roovers te belangrijk om uit te besteden aan politici. Als co-auteur van het boek Wij zijn de politiek (2019) pleit ze dan ook voor een nieuw politiek bewustzijn en een beter begrip van vrijheid en verantwoordelijkheid. In haar adviserende rol als lid van de Raad voor het Openbaar Bestuur toetst ze haar ideeën over politiek aan de praktijk.
“Ruimte maken in je hoofd om hetzelfde anders te zien,” is de definitie die Roovers geeft aan filosofie en waarnaar ze streeft in haar voordrachten en gesprekken. Volgens de methode ‘hardop denken’ helpt ze professionals en burgers hun mening te vormen of aan te scherpen door met elkaar te filosoferen. Ze daagt hen uit live hun visie onder de loep te nemen, tegenstrijdige opvattingen op te sporen en zo nodig van mening te veranderen.  
Op 4 februari 2023 kwam Roovers op plaats 5 van de kandidatenlijst van GroenLinks voor de Eerste Kamerverkiezingen 2023. Sinds 13 juni 2023 is zij lid van de gezamenlijke senaatsfractie GroenLinks-PvdA.